# Premio Levi L. Conant
El Premio Levi L. Conant es un premio matemático que desde el año 2000 otorga la American Mathematical Society (Sociedad Matemática Americana) por trabajos expositivos excepcionales publicados en las revistas de la sociedad Bulletin of the American Mathematical Society y Notices of the American Mathematical Society en los últimos cinco años. Está dotado con 1.000 dólares y se concede anualmente.
El premio lleva el nombre de Levi L. Conant (1857-1916), profesor del Instituto Politécnico de Worcester, conocido por ser el autor del libro de antropología matemática "The number concept" (1896).

## Galardonados
Fuente:
- 2021: Dan Margalit por el artículo "The Mathematics of Joan Birman," Notices of the AMS, 66 (2019), 341-353
- 2020: Amie Wilkinson por el artículo "What are Lyapunov exponents, and why are they interesting?",  Bulletin of the AMS, Volumen 54,  enero de 2017, páginas 79–105
- 2019: Alex Wright por «From rational billiards to dynamics on moduli spaces». Bulletin of the AMS 53: 41-56. 2016.
- 2018: Henry Cohn por  A Conceptual Breakthrough in Sphere Packing. AMS Prize announcements
- 2017: David H. Bailey, Jonathan Borwein, Andrew Mattingly y Glenn Wightwick por «The Computation of Previously Inaccessible Digits of π2 and Catalan's Constant». Notices of the AMS. 2013.
- 2016: Daniel Rothman por «Earth's Carbon Cycle: A Mathematical Perspective». Bulletin of the AMS 52: 86-102. 2015.
- 2015: Jeffrey Lagarias y Zong Chuanming por «Mysteries in Packing Regular Tetrahedra». Notices of the AMS 59 (11): 1540-1549. 2012.
- 2014: Alex Kontorovich por «From Apollonius to Zaremba: Local-global phenomena in thin orbits». Bulletin of the AMS 50: 187-228. 2013.
- 2013: John C. Baez y John Huerta por «The algebra of grand unified theories». Bull. Amer. Math. Soc. 47 (3): 483-552. 2010. arXiv:0904.1556. doi:10.1090/S0273-0979-10-01294-2.
- 2012: Persi Diaconis por «The Markov chain Monte Carlo revolution». Bulletin of the AMS 46: 179-205. 2009.
- 2011: David Vogan por «The Character Table for E8». Notices of the AMS 54: 1122-1134. 2007.
- 2010: Bryna Kra por «The Green–Tao Theorem on arithmetic progressions in the primes: an ergodic point of view». Bulletin of the AMS 43: 3-23. 2006.
- 2009: John Morgan por «Recent Progress on the Poincaré Conjecture and the Classification of 3-Manifolds». Bulletin of the AMS 42: 57-78. 2005.
- 2008: J. Brian Conrey por «The Riemann Hypothesis». Notices of the AMS 50 (3): 341-353. 2003; y Shlomo Hoory, Nathan Linial y Avi Wigderson por «Expander graphs and their applications». Bulletin of the AMS 43 (4): 439-561. 2006.
- 2007: Jeffrey Weeks por «The Poincare Dodecahedral Space and the Mystery of the Missing Fluctuations». Notices of the AMS 51 (6): 610-619. 2004.
- 2006: Ronald Solomon por «A Brief History of the Classification of the Finite Simple Groups». Bulletin of the AMS 38 (3): 315-352. 2001.
- 2005: Allen Knutson y Terence Tao por «Honeycombs and Sums of Hermitian Matrices». Notices of the AMS 48: 175-186. 2001.
- 2004: Noam Elkies por "Lattices, Linear Codes, and Invariants." Notices of the AMS, Vol. 47, 2000, Parte 1: Nº 10, pp. 1238–45; Parte 2: Nº 11, pp. 1382–91.
- 2003: Nicholas Katz y Peter Sarnak por «Zeroes of zeta functions and symmetry». Bulletin of the AMS 36: 1-26. 1999.
- 2002: Elliott Lieb y Jakob Yngvason por «A Guide to Entropy and the Second Law of Thermodynamics». Notices of the AMS 45 (5): 571-581. 1998.
- 2001: Carl Pomerance por «A Tale of Two Sieves». Notices of the AMS 43 (12): 1473-1485. 1996.